# Liste der Lahnbrücken
Die Liste der Lahnbrücken erfasst alle Brücken, die die Lahn von ihrer Quelle bis zu ihrer Mündung in den Rhein überqueren. Die Sortierung erfolgt stromabwärts und unterteilt nach Bundesländern und Kommunen.

## Nordrhein-Westfalen

### Bad Laasphe
- Lahnbrücke Welschengeheu
- Lahnbrücke Glashütte
- Lahnbrücke Volkholz
- Feudingen
  - Lahnbrücke Im Dernbach
  - Lahnbrücke Im Kalterbach
  - Lahnbrücke Zum Ilsetal
- Lahnbrücke Feudingerhütte
- Lahnbrücke Bermershausen
- Lahnbrücke Dornhof
- Lahnbrücke Saßmannshausen
- Eisenbahnbrücke Saßmannshausen

## Hessen

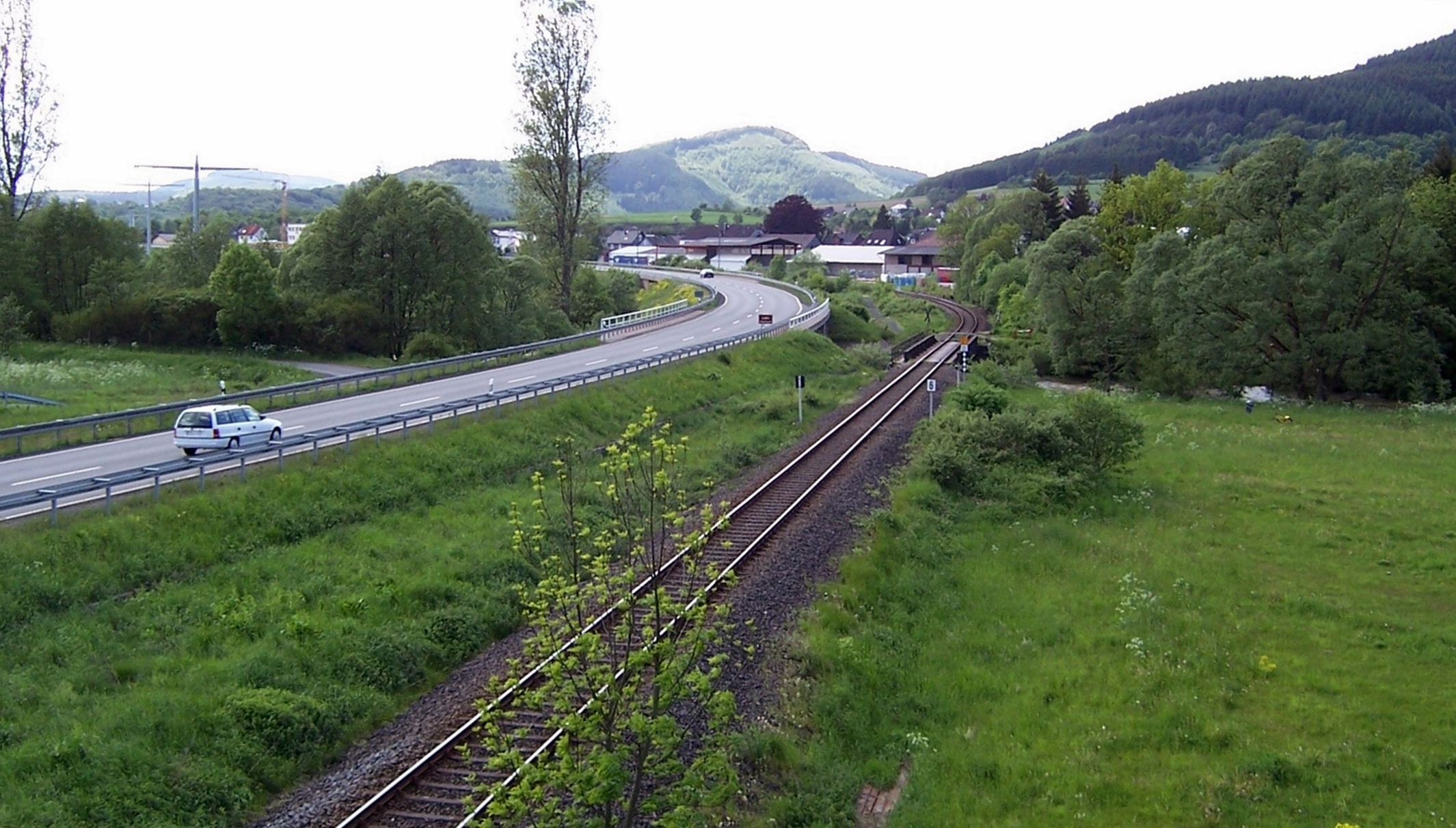
Straßenbrücke (B 62n) und Eisenbahnbrücke (Obere Lahntalbahn) bei Wallau

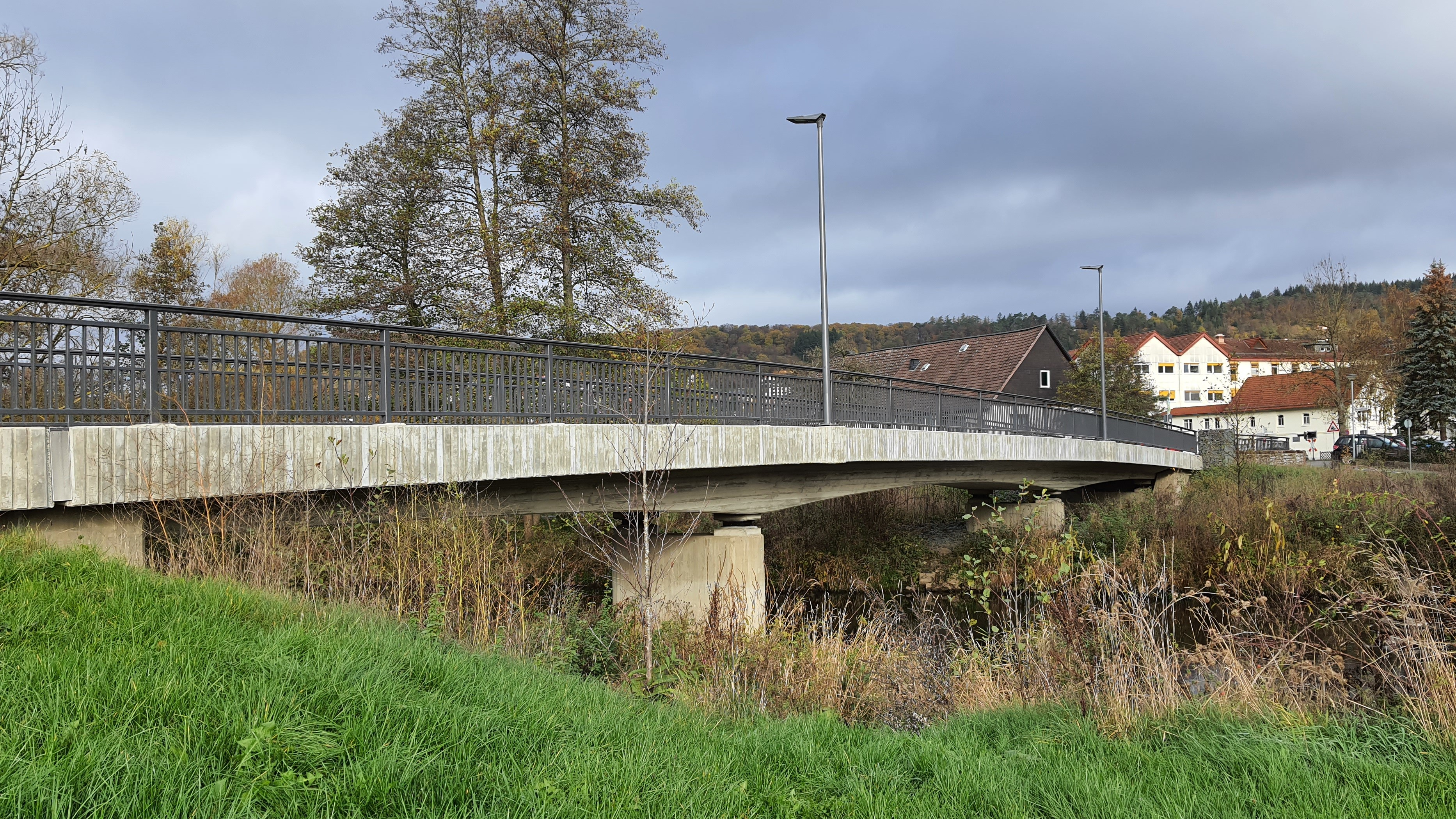
Obermühlsbrücke in Biedenkopf (Baujahr 2018)

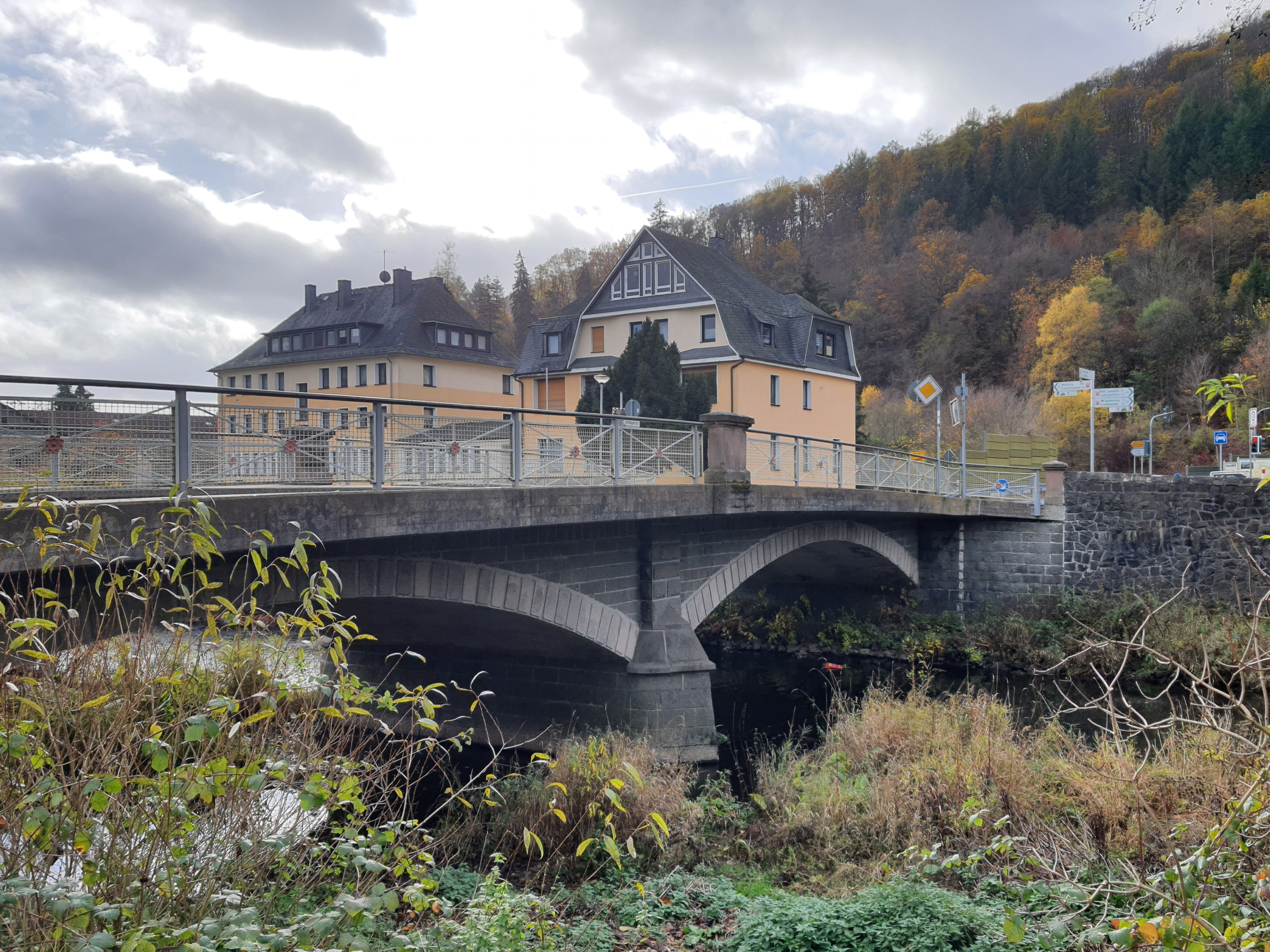
Sachsenhäuser Brücke in Biedenkopf (Baujahr 1904)

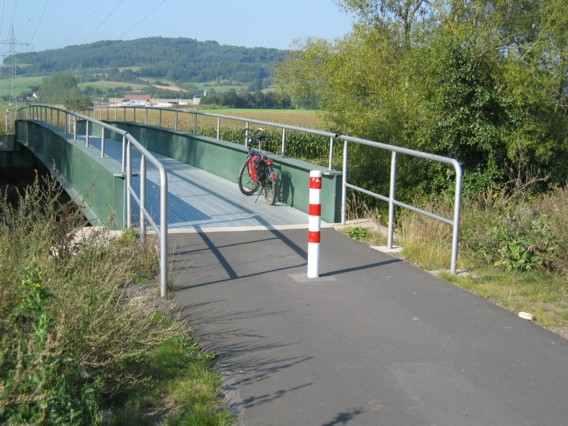
Lahnbrücke bei Elmshausen

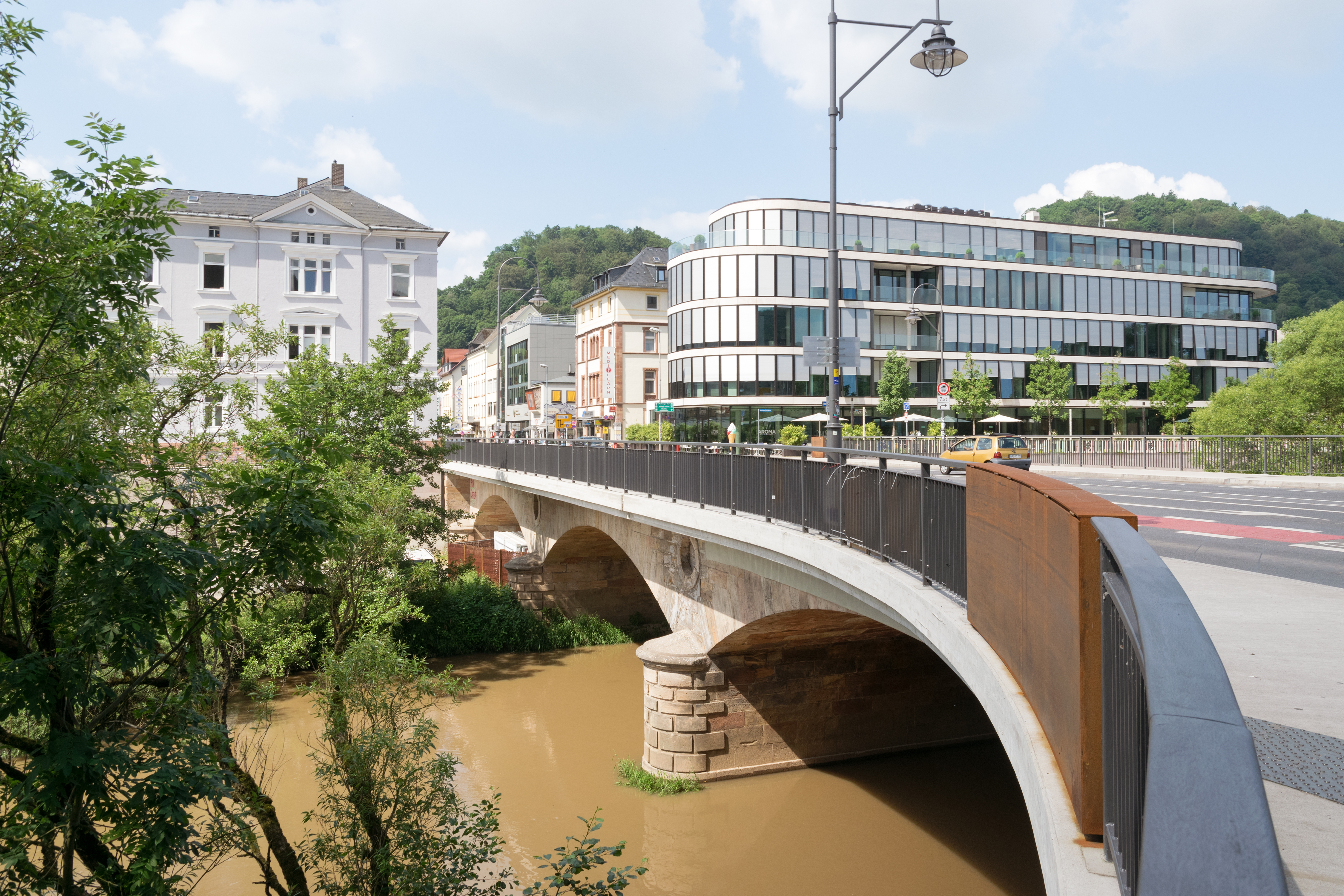
Elisabethbrücke in Marburg

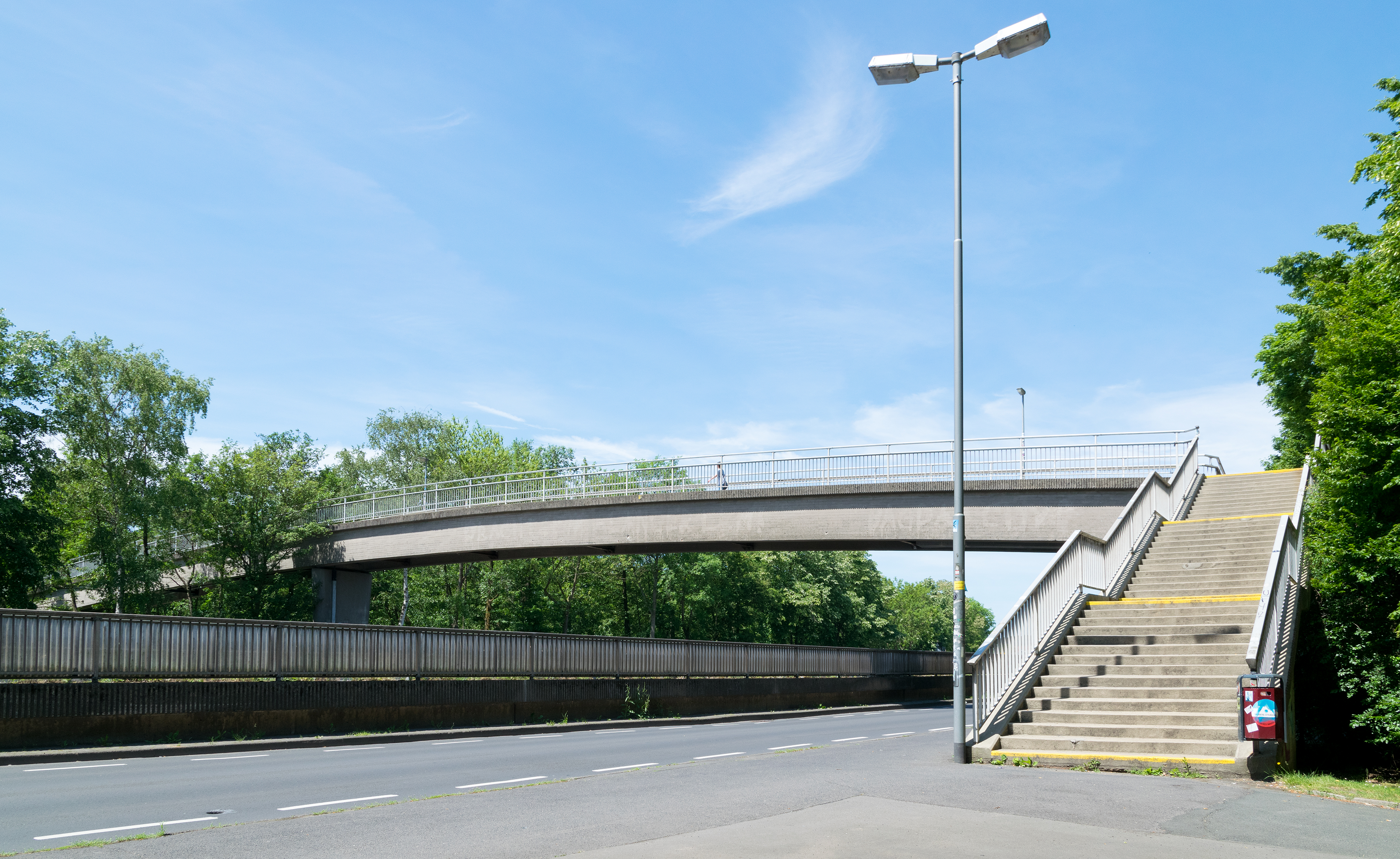
Schülerparkbrücke / Stroinskysteg in Marburg

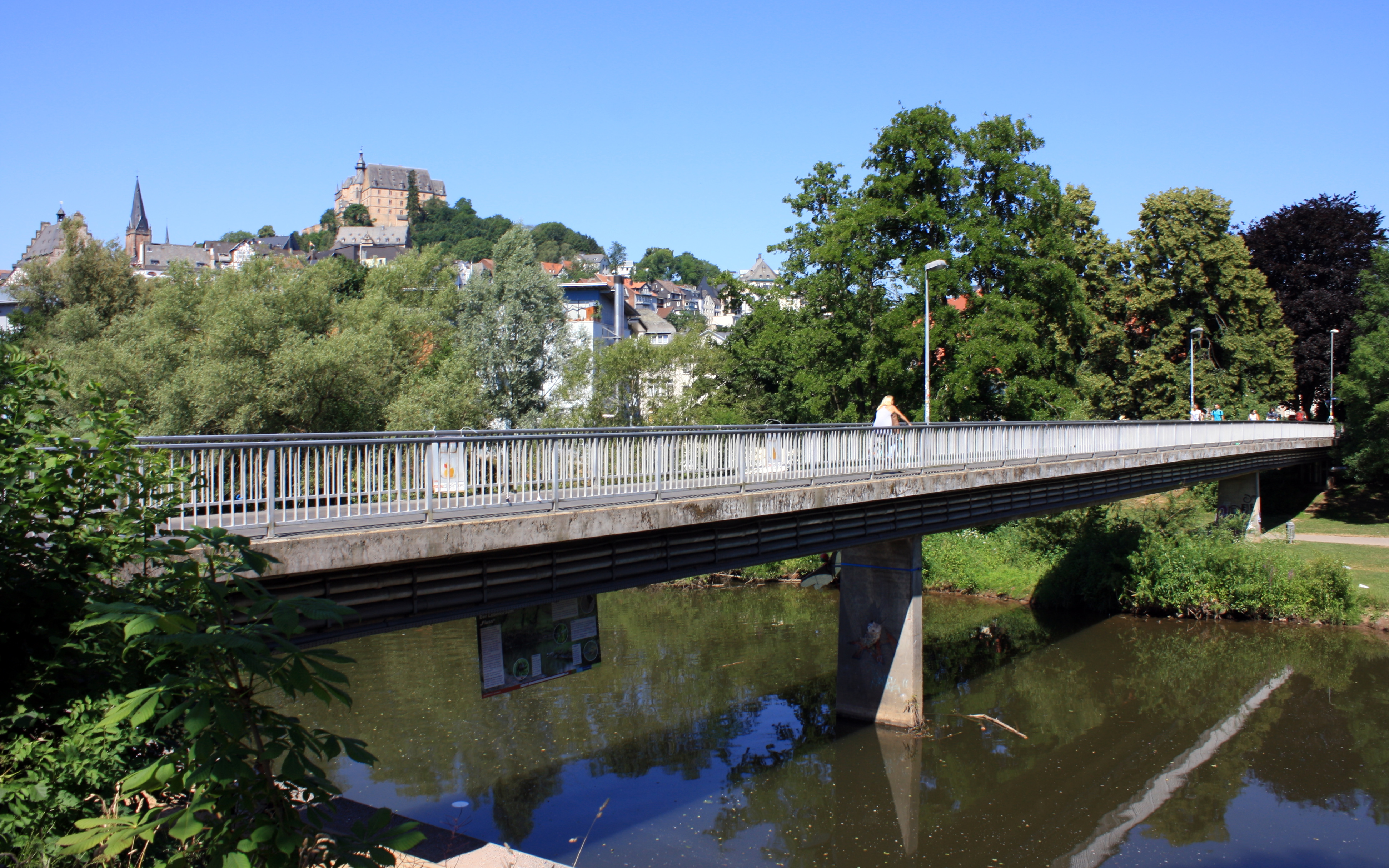
Wolfgang-Abendroth-Brücke in Marburg

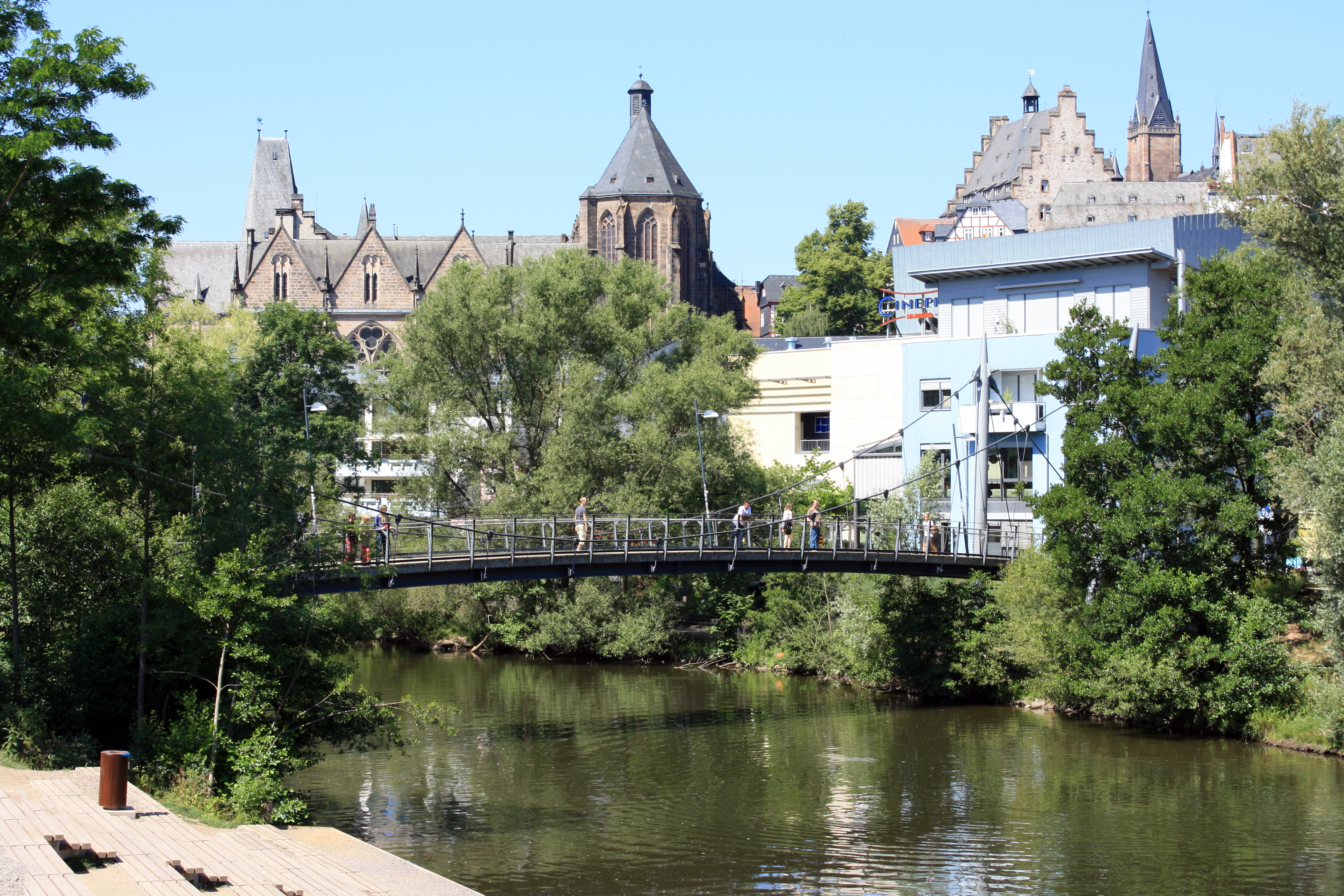
Luisa-Haeuser-Brücke in Marburg

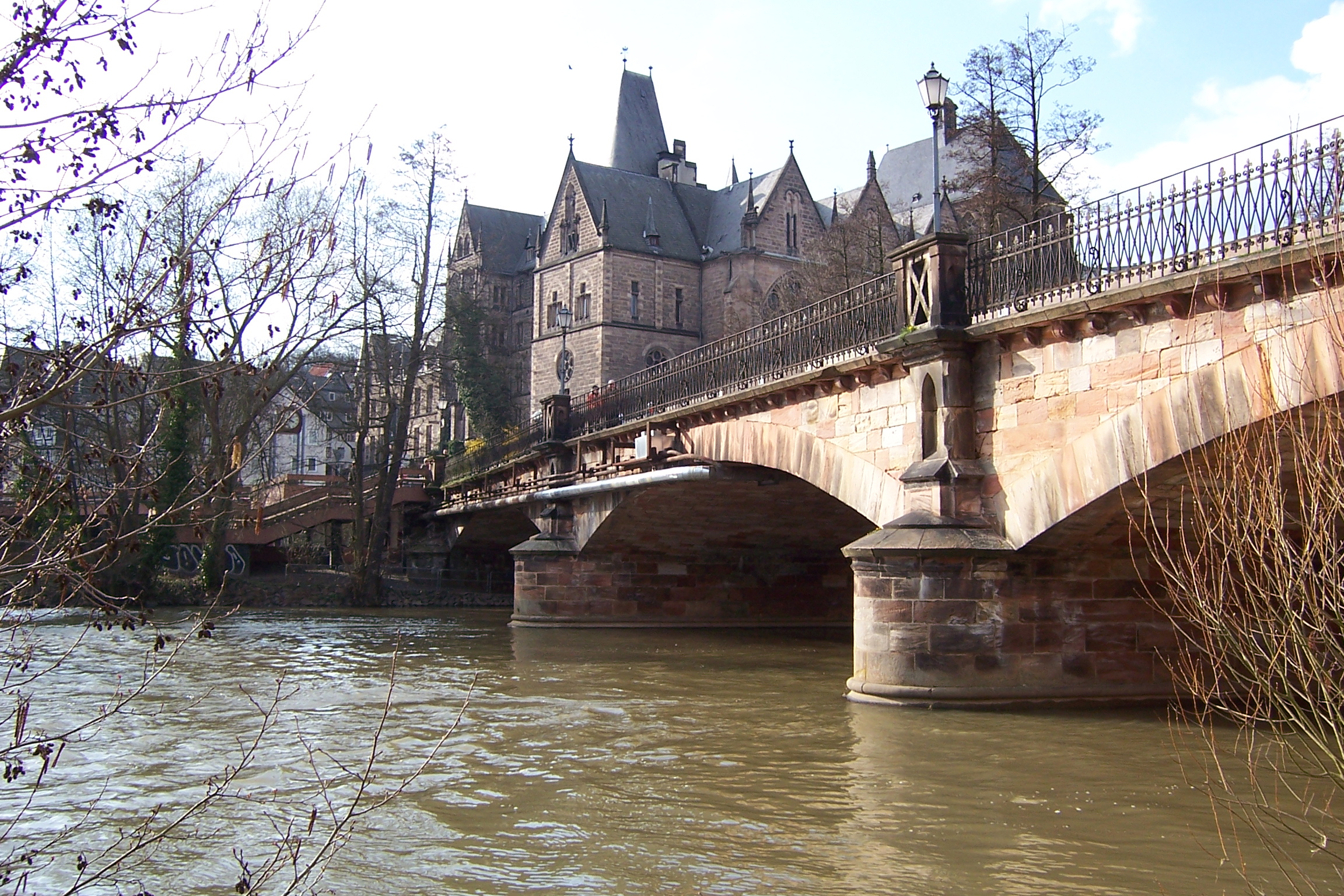
Weidenhäuser Brücke in Marburg

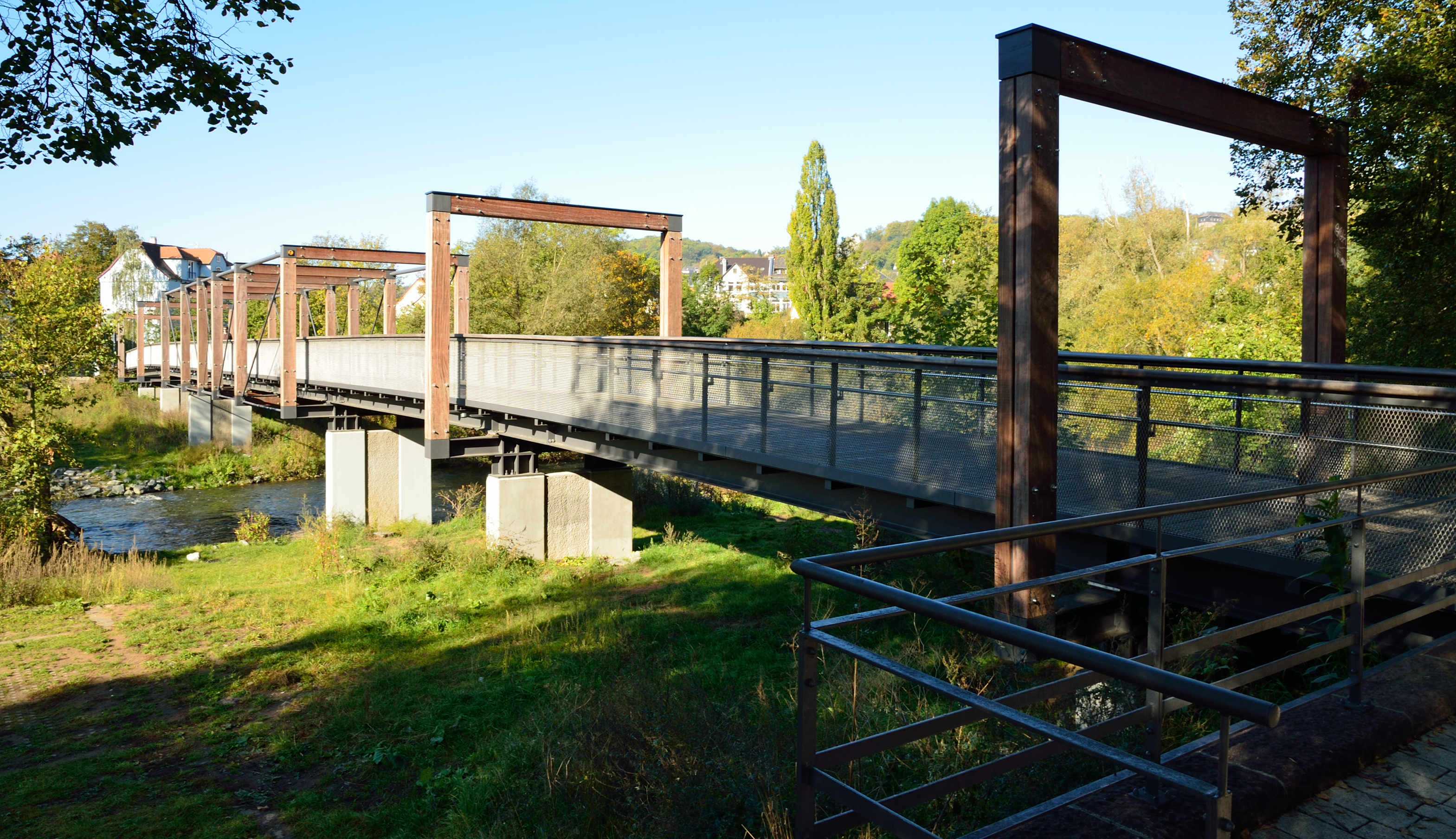
Hirsefeldsteg in Marburg

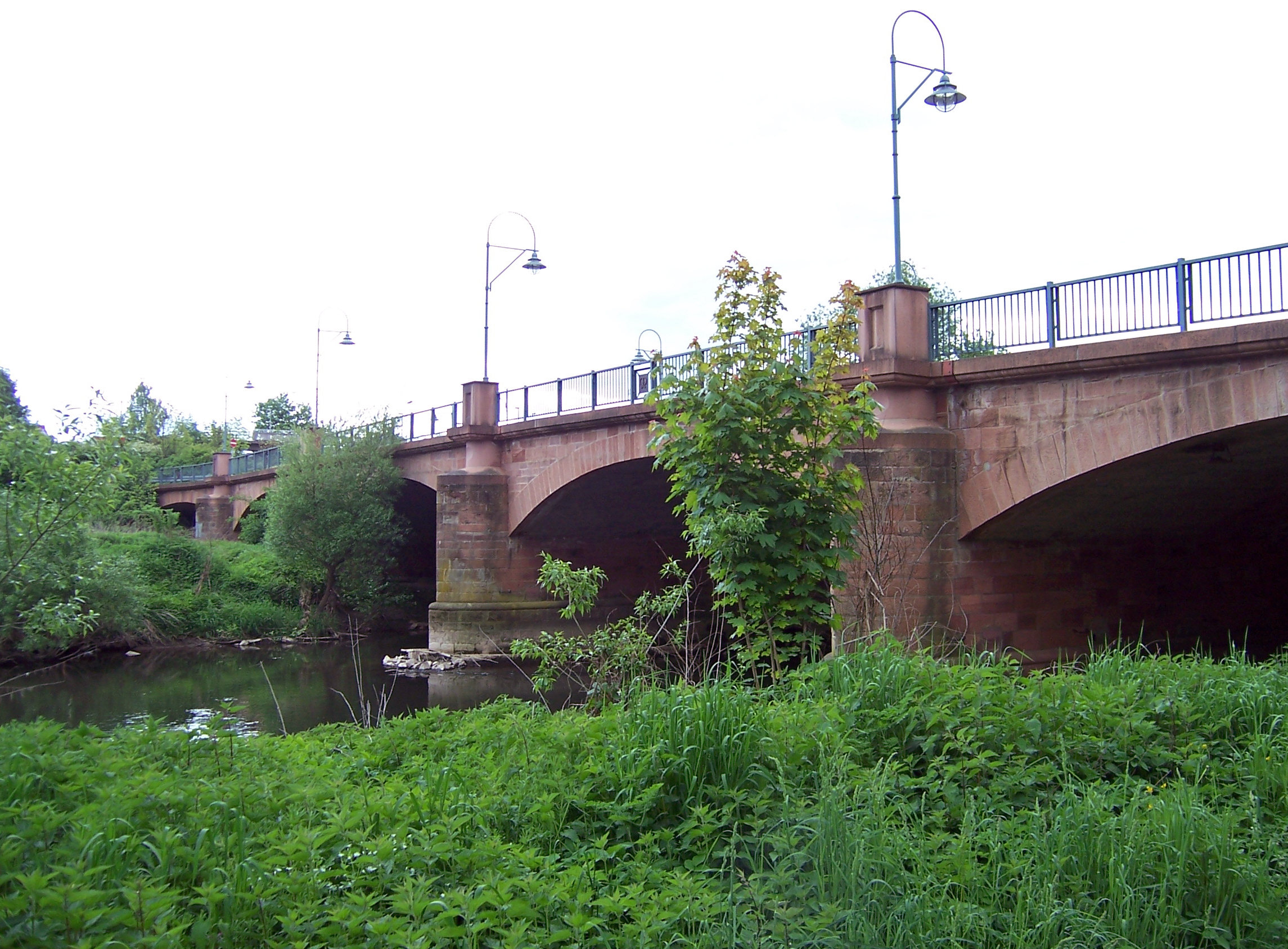
Schützenpfuhlbrücke in Marburg

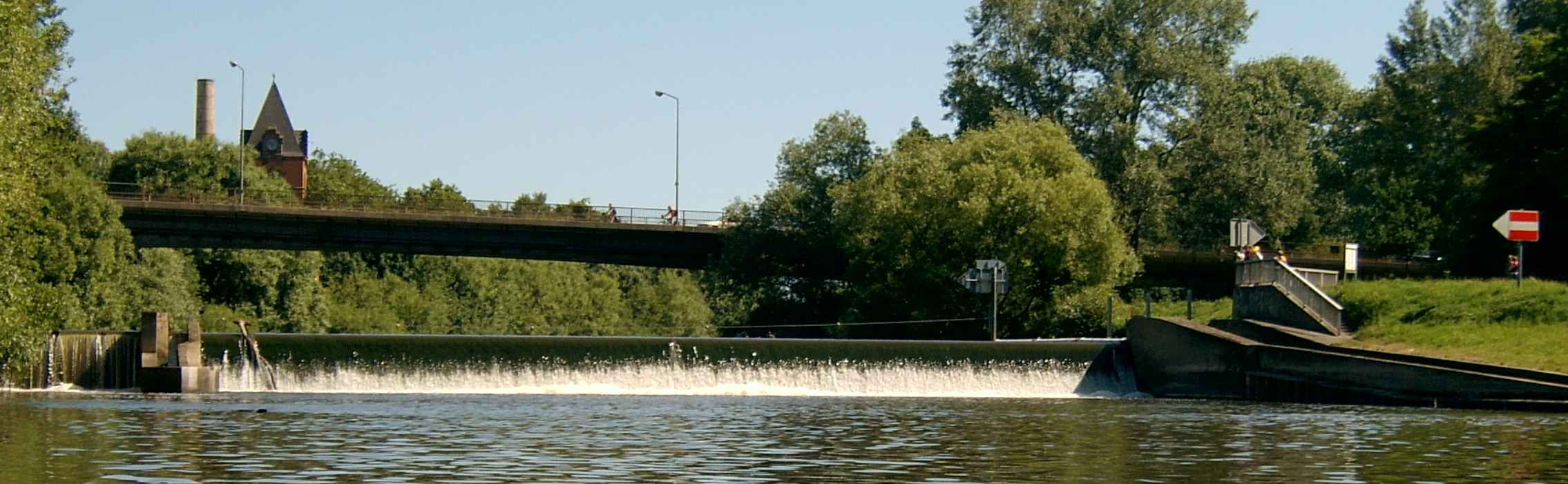
Konrad-Adenauer-Brücke in Gießen

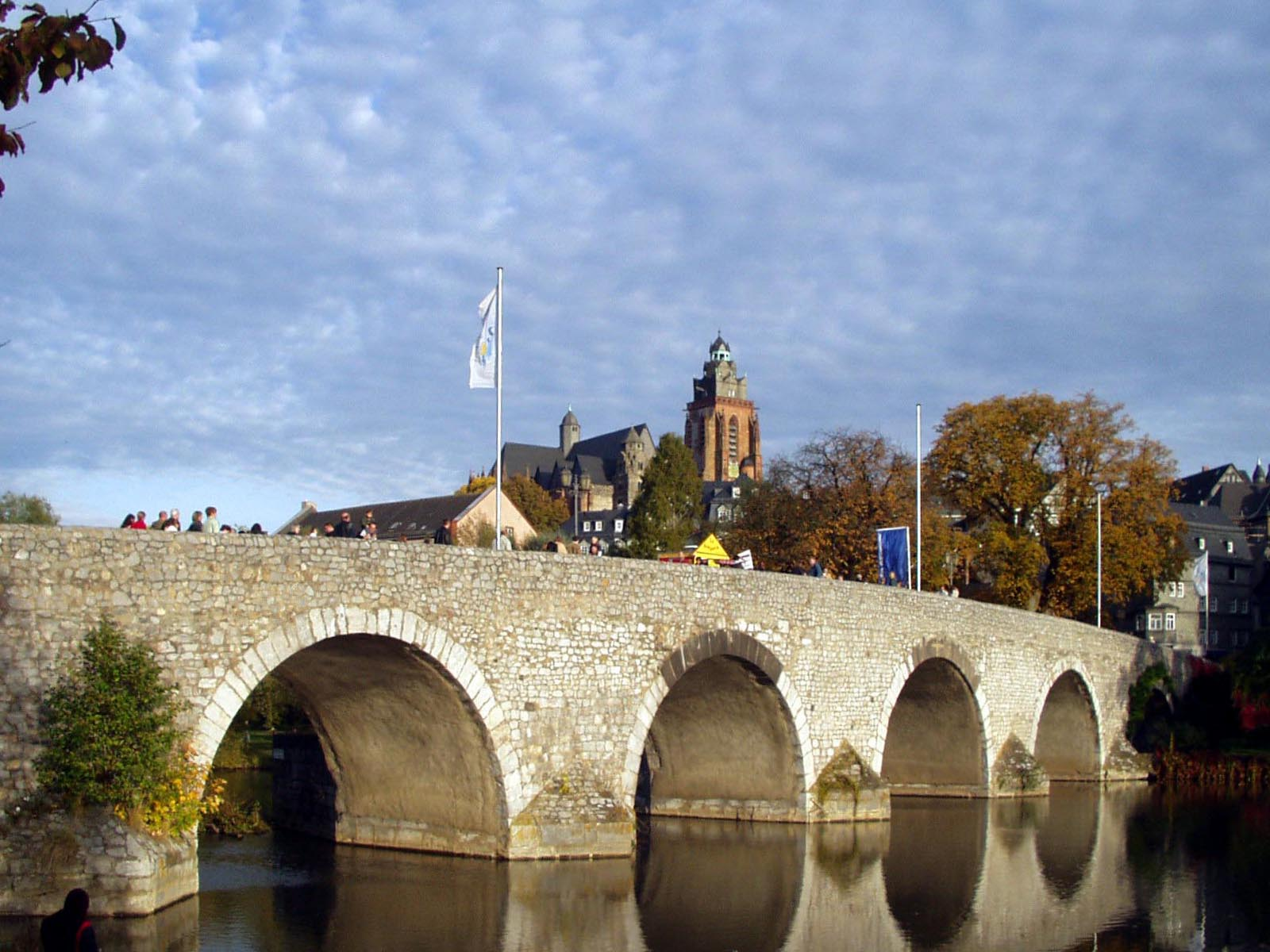
Alte Lahnbrücke in Wetzlar

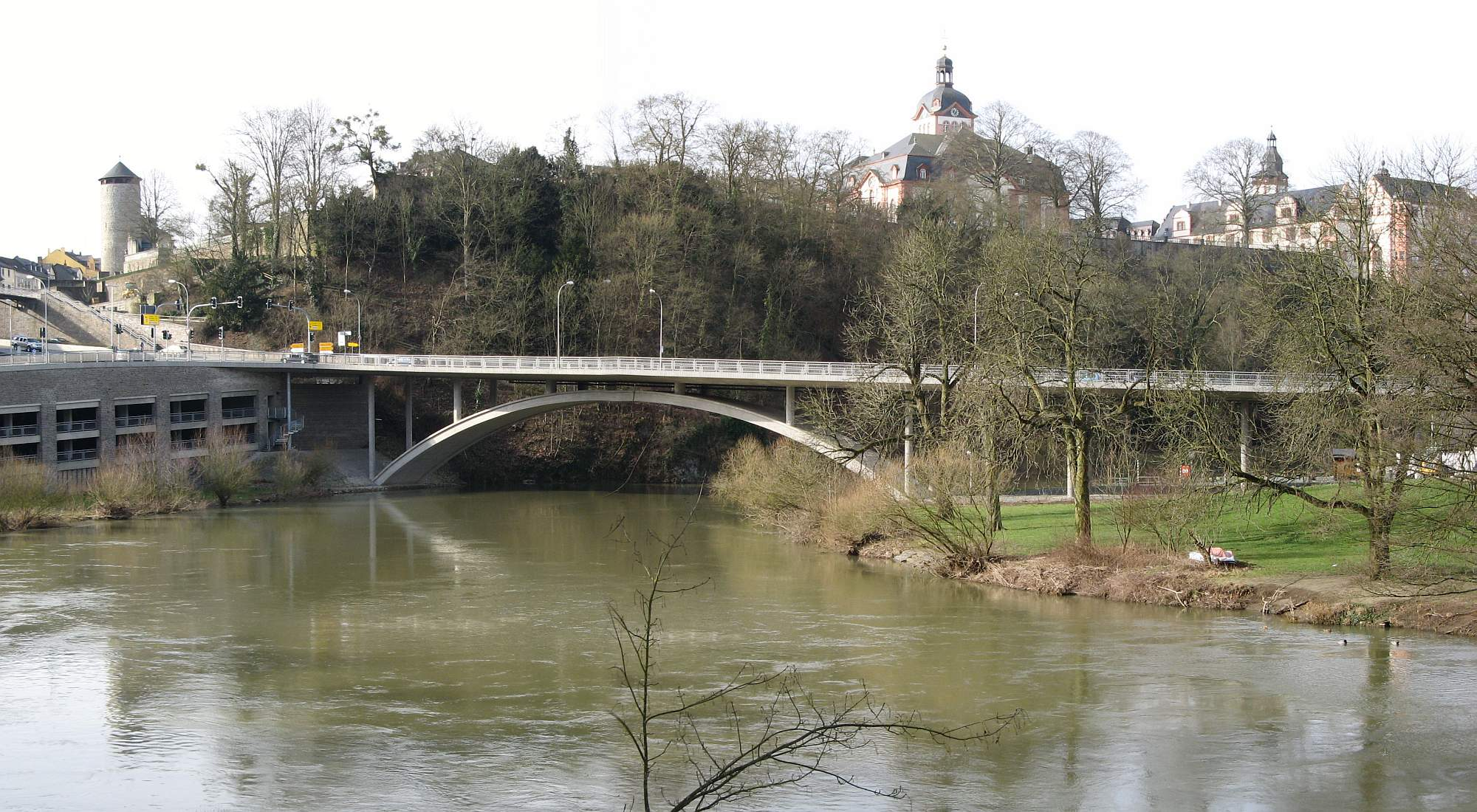
Oberlahnbrücke in Weilburg

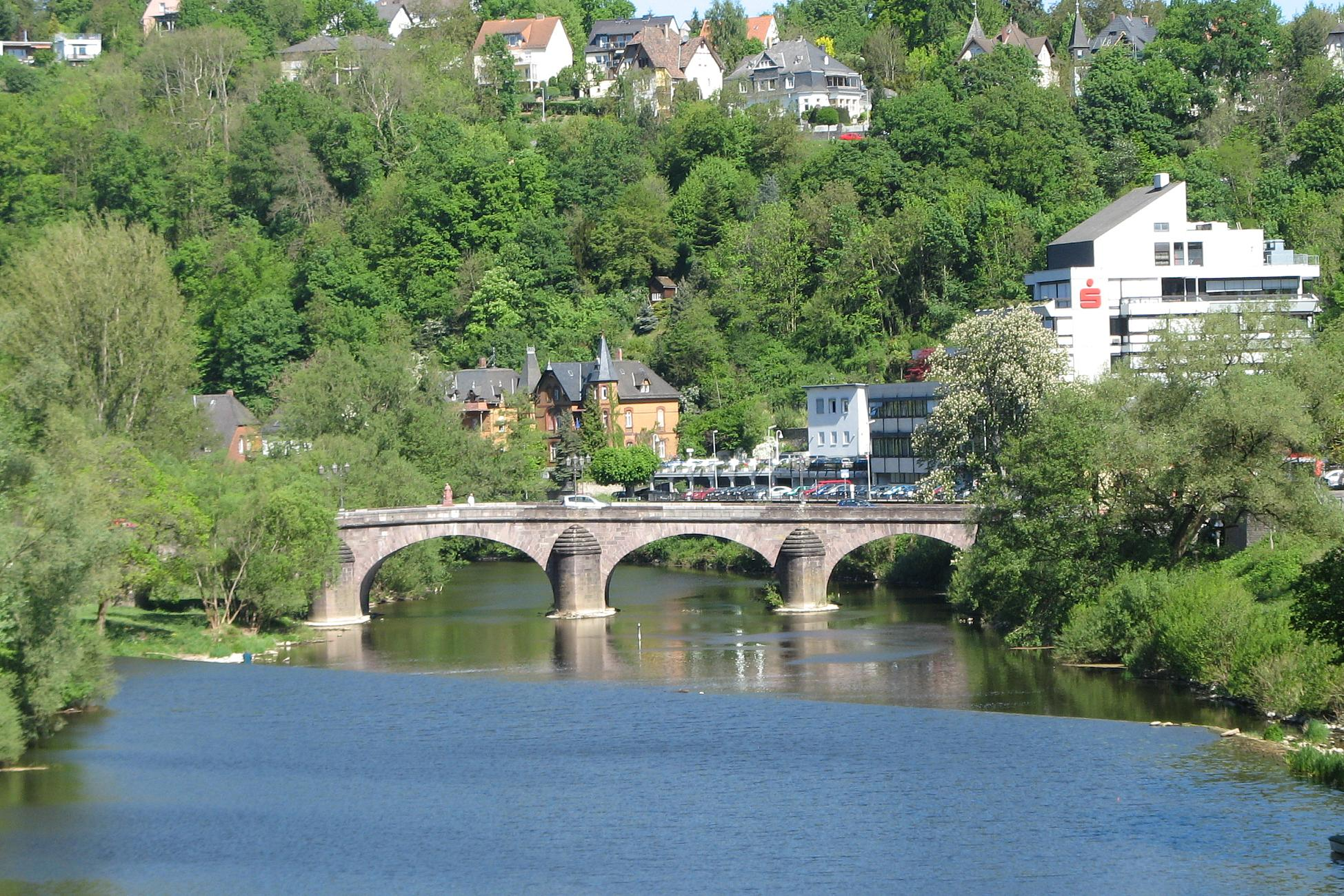
Steinerne Brücke in Weilburg

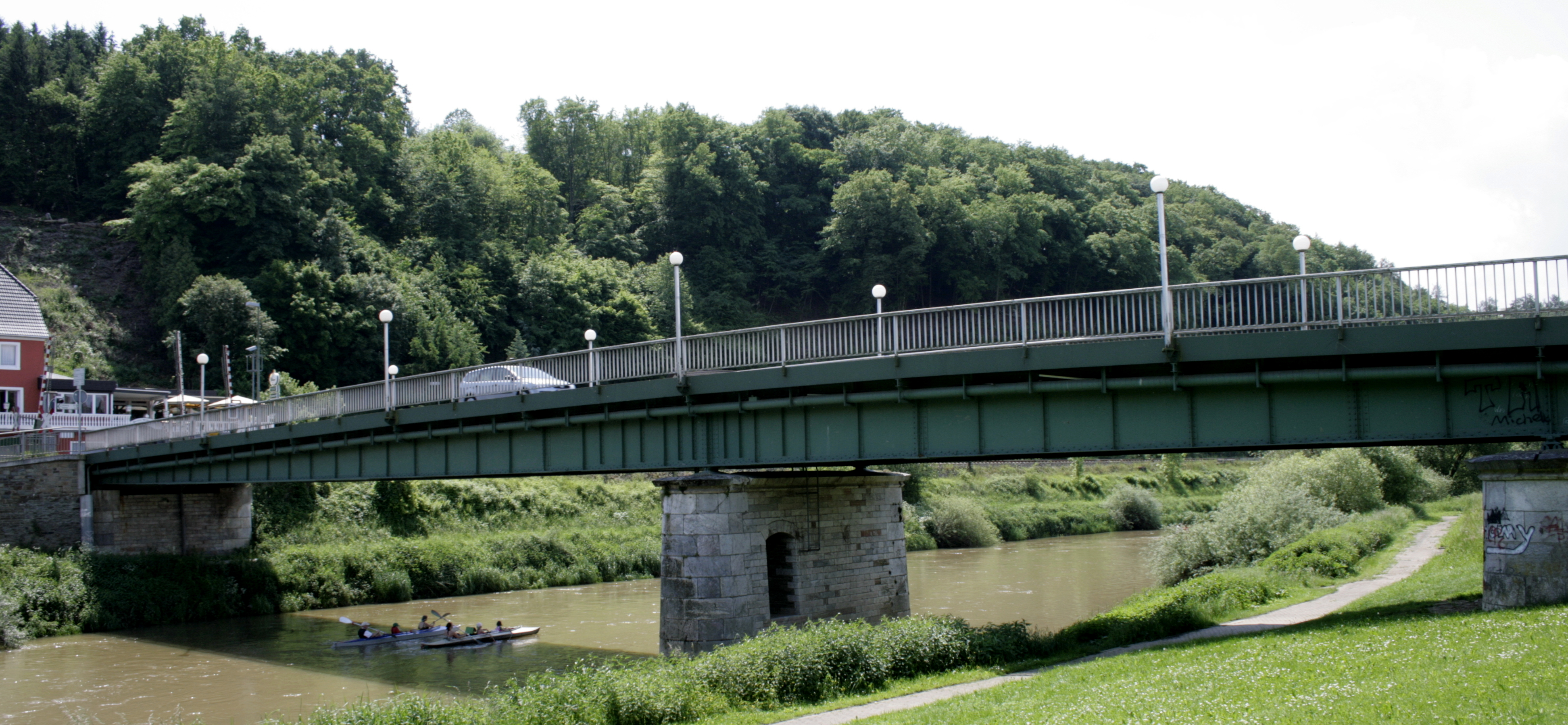
Lahnbrücke in Aumenau

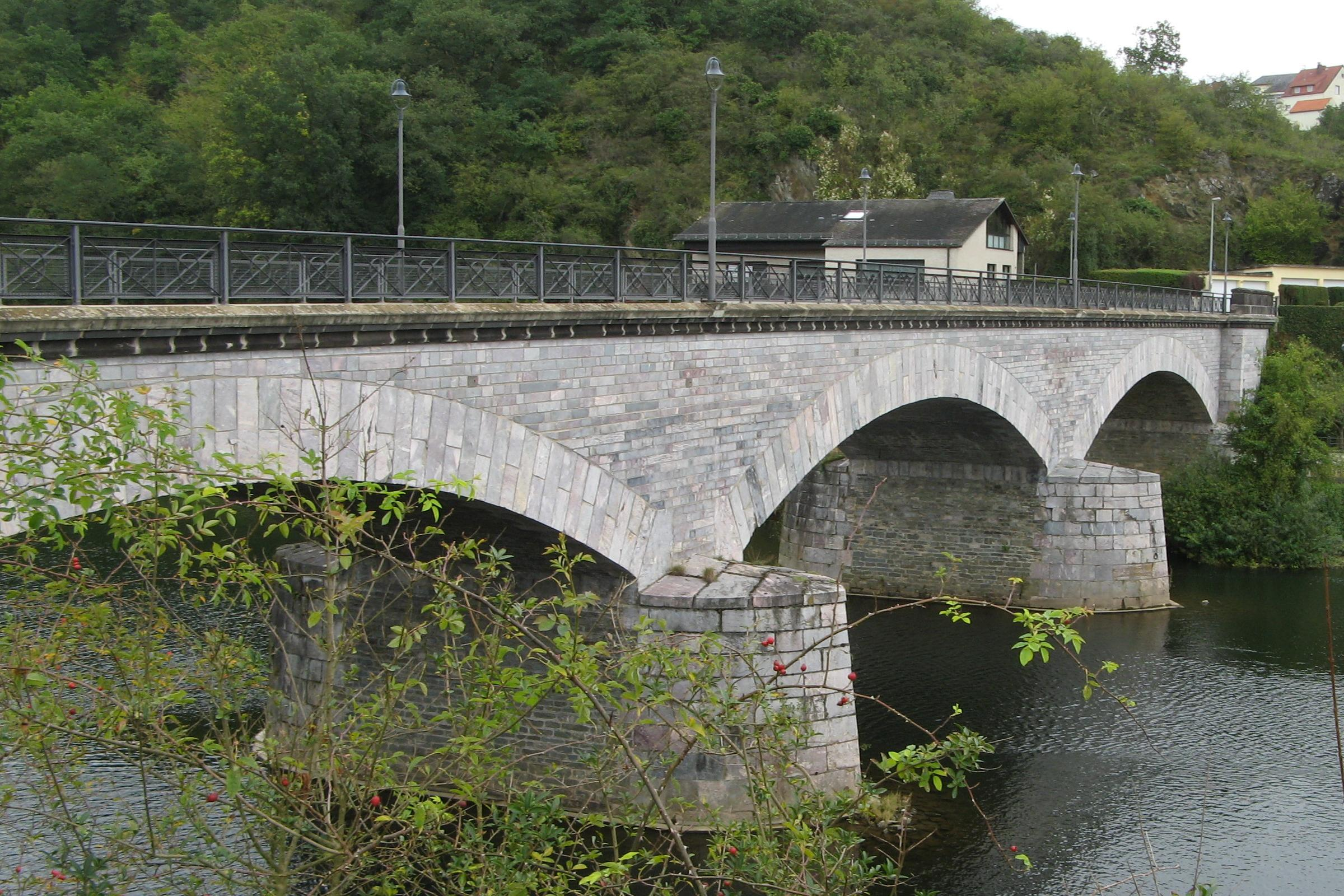
Marmorbrücke in Villmar

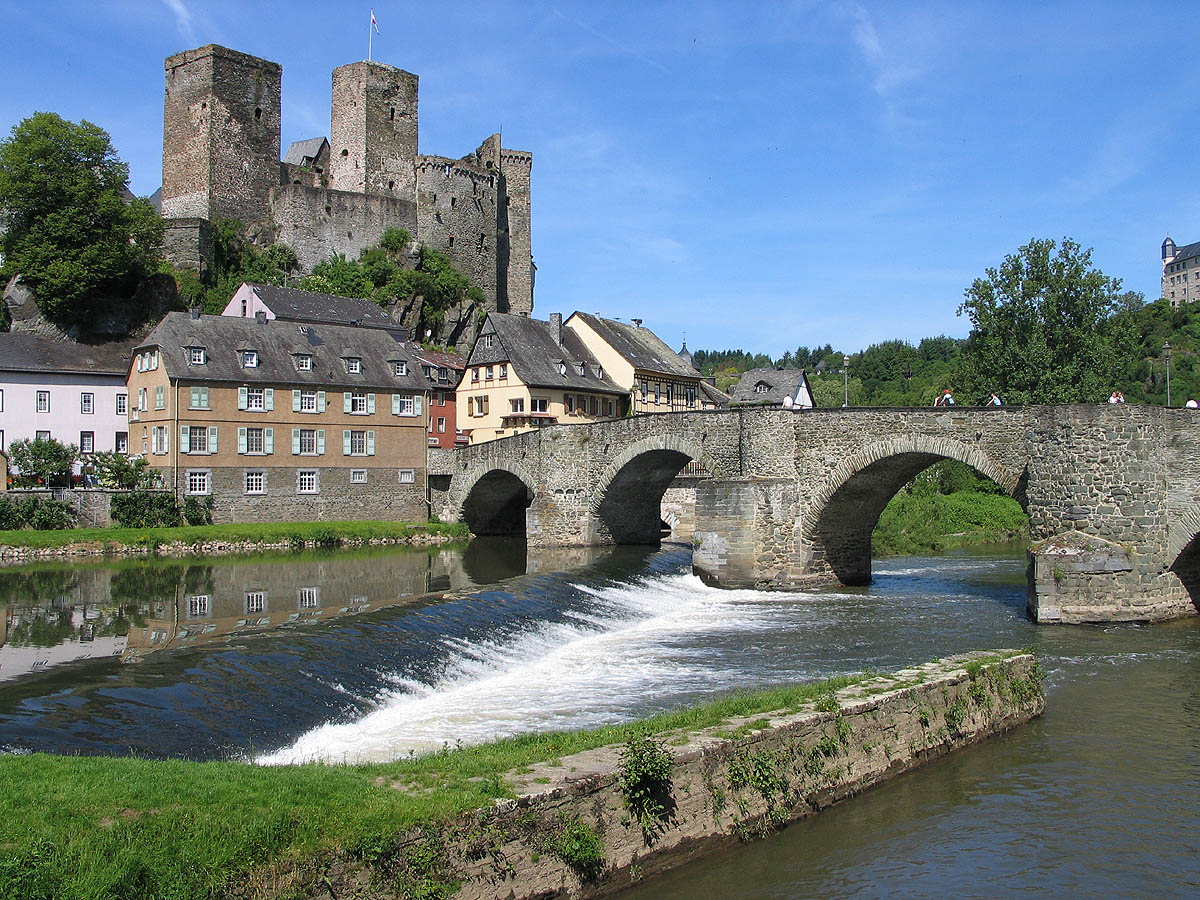
Lahnbrücke in Runkel

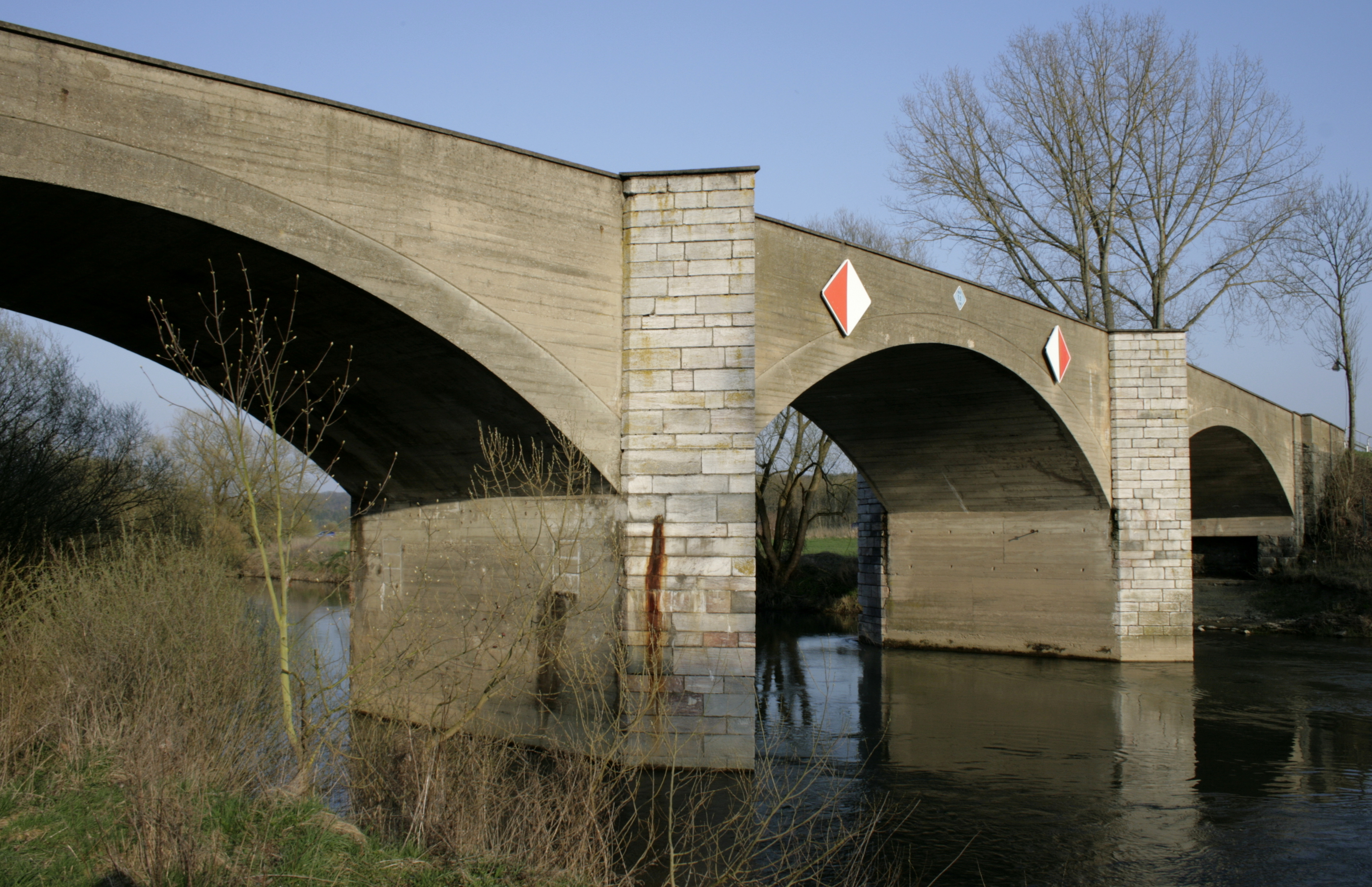
Lahnbrücke in Dehrn

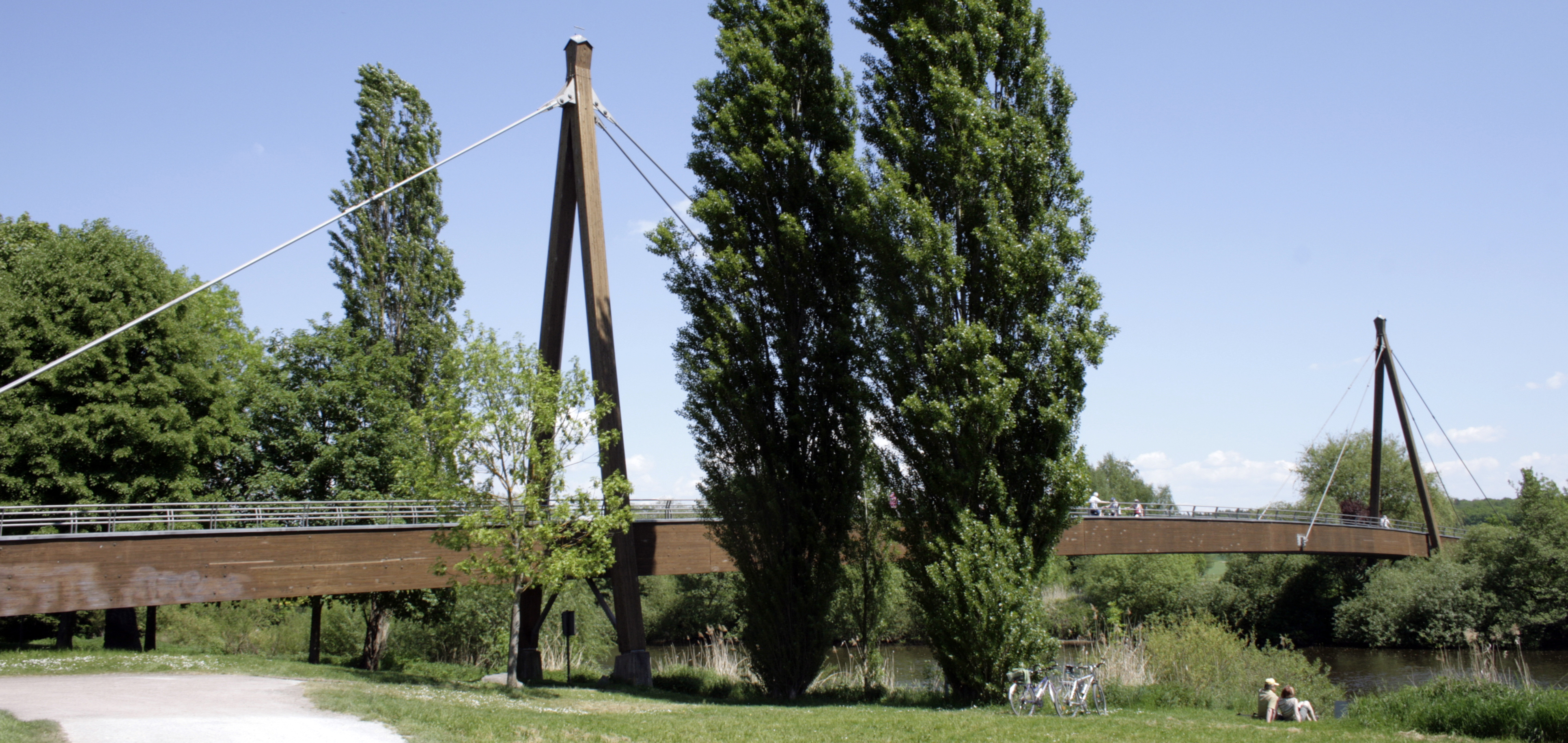
Fußgängerbrücke in Dietkirchen

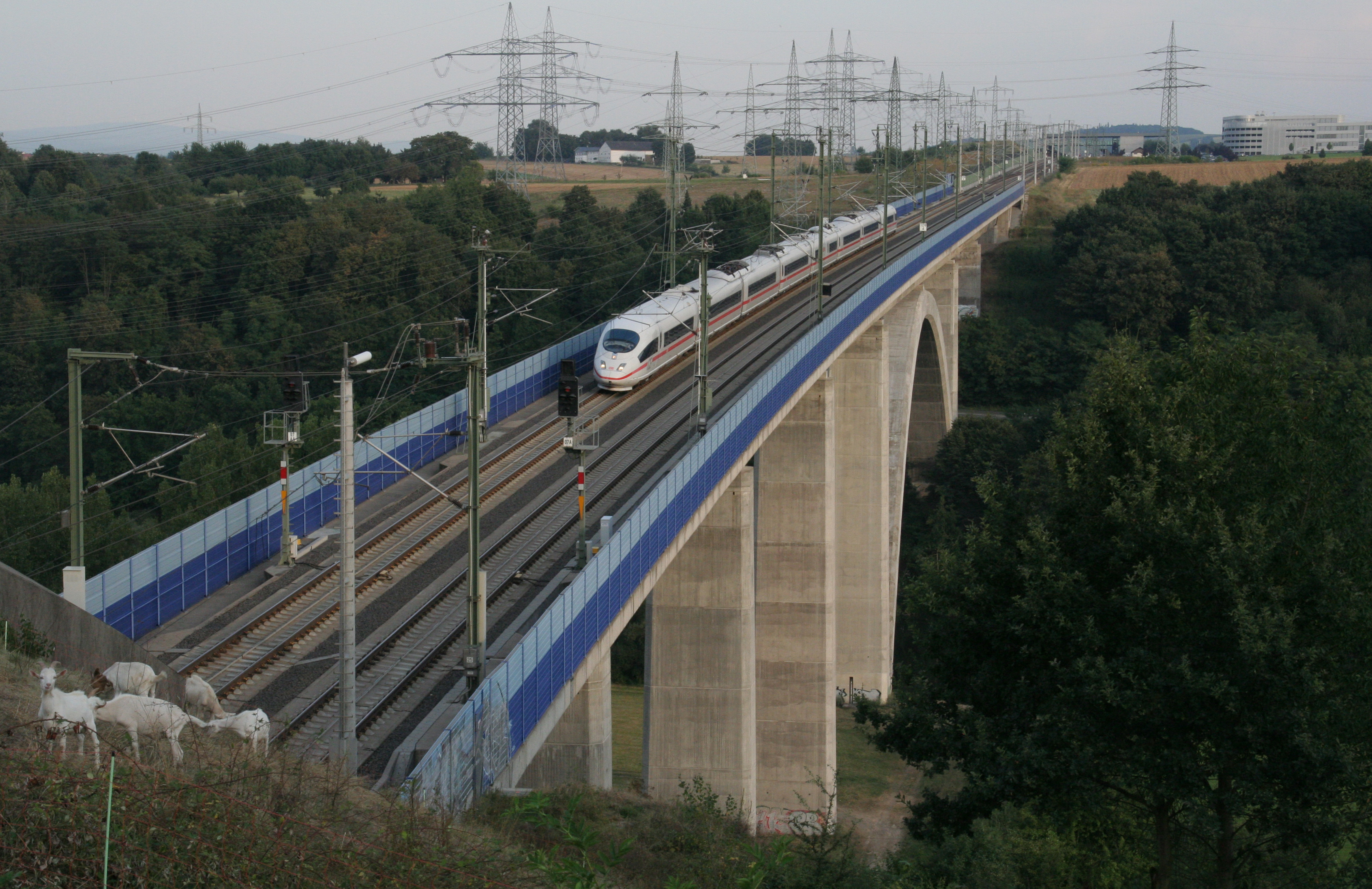
Lahnbrücke der Schnellfahrstrecke Köln–Rhein/Main

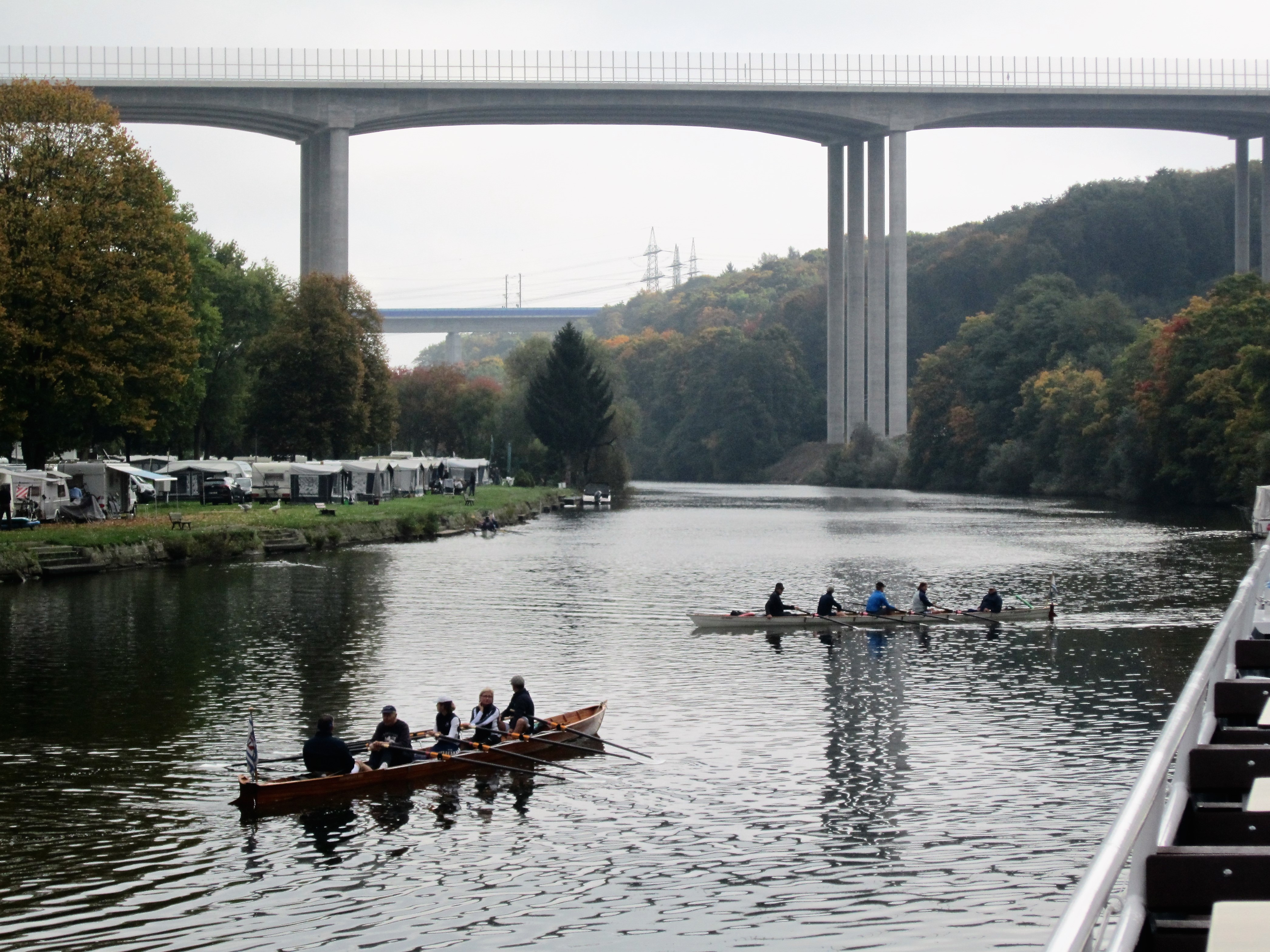
Lahntalbrücke Limburg im Verlauf der Bundesautobahn 3

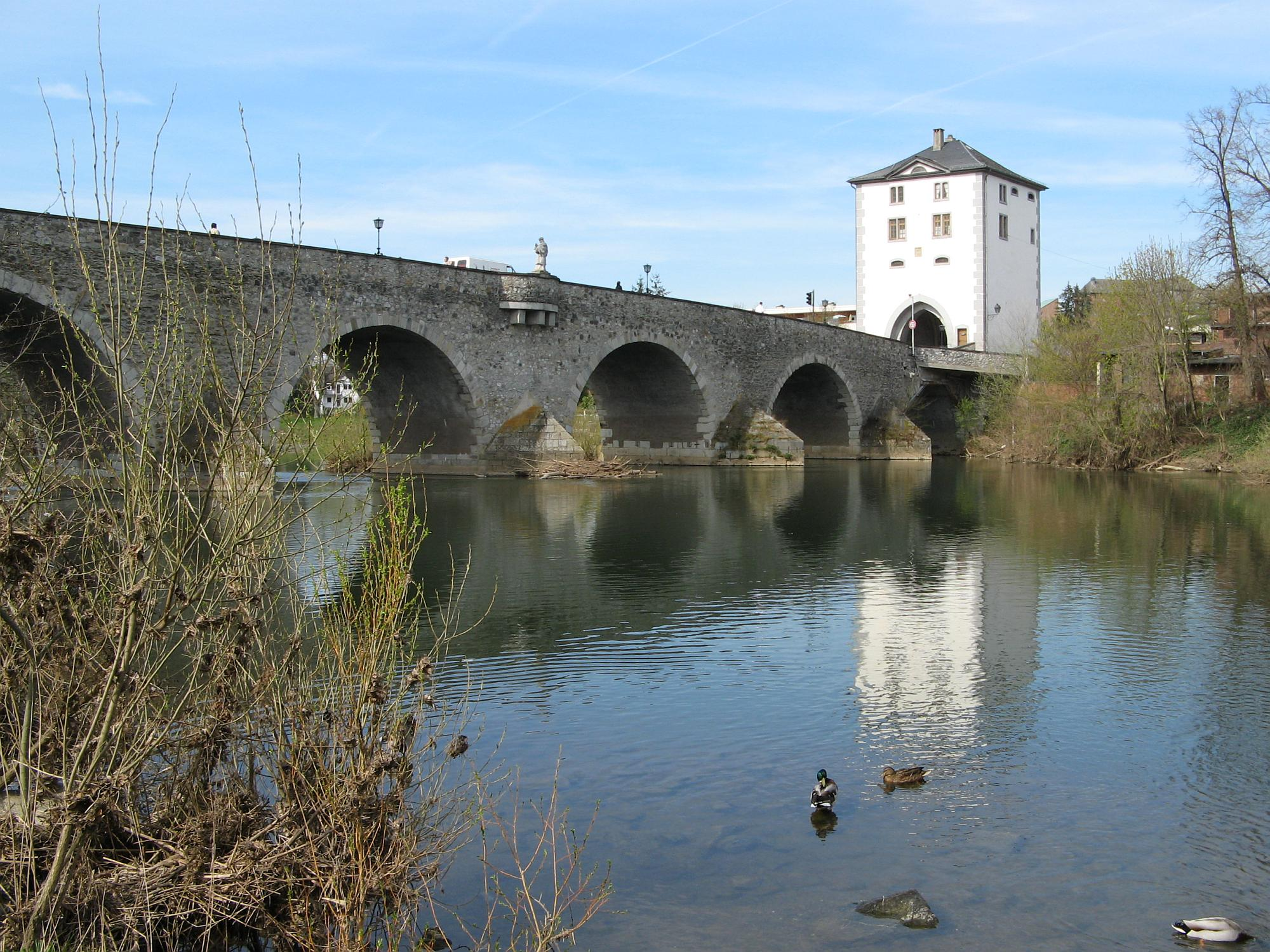
Alte Lahnbrücke in Limburg

### Biedenkopf
- Eisenbahnbrücke Breidenstein
- Lahnbrücke Breidenstein (B 253)
- Lahnbrücke Wallau (B 62)
- Eisenbahnbrücke Wallau
- Lahnbrücke Wallau
- Lahnbrücke Wallau Sportplatz
- Lahnbrücke Hüttenstraße
- Lahnbrücke Ludwigshütte (temporär/nur im Sommer)
- Lahnsteg LTS
- Obermühlsbrücke
- Lahnsteg Festplatz „Auf der Bleiche“ (temporär/nur im Sommer)
- Untermühlsbrücke (auch „Sachsenhäuser Brücke“) (Bachgrundstraße)
- Lahnbrücke Lahnweg
- Lahnbrücke Biedenkopf (B 62)
- Eisenbahnbrücke Biedenkopf
- Lahnbrücke Erlenmühle
- Gehwegbrücke Eckelshausen (seit 29. April 2024 abgebaut)
- Lahnbrücke Eckelshausen
- Gehwegbrücke Kombach Fußballplatz

### Dautphetal
- Lahnbrücke Wolfgruben
- Lahnbrücke Friedensdorf
- Lahnbrücke Carlshütte
- Lahnbrücke Buchenau
- Eisenbahnbrücke Buchenau
- Radbrücke Elmshausen

### Lahntal
- Lahnbrücke Kernbach
- Alte Lahnbrücke Caldern
- Lahnbrücke Caldern
- Lahnbrücke Sterzhausen
- Lahnbrücke Sterzhausen (Sportplatz)
- Lahnbrücke Goßfelden (Kieswerk)
- Alte Lahnbrücke Goßfelden
- Lahnbrücke Goßfelden
- Otto-Ubbelohde-Steg
- Lahnbrücke Sarnau
- Eisenbahnbrücke Sarnau
- Radbrücke Sarnau

### Cölbe
- Lahnbrücke Cölbe (Cölber Eck)
- Lahnsteg Cölbe
- Eisenbahnbrücke Cölbe
- Lahnbrücke Cölbe (Einkaufspark Wehrda)

### Marburg
- Lahnbrücke Wehrda
- Unisport-Fußgängerbrücke (am Wehrdaer Weg) – derzeit abgerissen
- Rosenparkbrücke (Brücke zum G-Werk) – zuvor: Gaswerkbrücke
- Elisabethbrücke (Bahnhofsstraße) – auch: Bahnhofsbrücke
- Stroinsky-Steg – auch: Schülerpark-Brücke
- Wolfgang-Abendroth-Brücke
- Luisa-Haeuser-Brücke
- Weidenhäuser Brücke
- Hirsefeldsteg
- Konrad-Adenauer-Brücke
- Schützenpfuhlbrücke
- Lahnbrücke Südspange (B 255)
- Eisenbahnbrücke Gisselberg
- Lahnbrücke Gisselberg (B 3a)

### Weimar (Lahn)
- Neue Lahnbrücke Argenstein
- Nehbrücke
- Lahnbrücke Roth (K59)

### Fronhausen
- Alte Lahnbrücke Bellnhausen
- Lahnbrücke Bellnhausen (Umgehungsstraße L3048)
- Lahnbrücke Sichertshausen

### Lollar
- Eisenbahnbrücke Friedelhausen
- Lahnbrücke Odenhausen (K26)
- Lahnbrücke Ruttershausen
- Lahnbrücke Lollar (L3053)

### Wettenberg
- Eisenbahnbrücke Wißmar (Fußgänger- und Radfahrerbrücke)
- Lahnbrücke Gießener Nordkreuz (A480)
- Lahnbrücke Launsbach (K25)

### Gießen
- Christoph-Rübsamen-Steg (Fußgänger- und Radfahrerbrücke)
- Wehrbrücke an Klinkelscher Mühle (Fußgängerbrücke)
- Sachsenhäuser Brücke in Gießen (K 28 – Neustädter Tor)
- Konrad-Adenauer-Brücke in Gießen (L 3499)
- Lahnbrücke der B 429 bei Gießen

### Heuchelheim
- Lahnbrücke Heuchelheim (L3359)

### Wetzlar
- Lahnbrücke Dutenhofen (Lahnstraße)

### Lahnau
- Lahnbrücke Dorlar L 3020 Dorlar
- Lahntalbrücke Dorlar (A 45)
- Eisenbahnbrücke

### Wetzlar
- Lahnbrücke Dutenhofen, Lahnstraße
- Autobahnbrücke A 45/E 41
- Abfahrt A 45/E 41 Richtung B 49/E 44 Wetzlar
- Lahnbrücke Naunheim, Garbenheimer Weg
- Schleusenbrücke Naunheim
- Eisenbahnbrücke
- Lahnbrücke Wetzlar Forum (Wolfgang-Kühle-Straße)
- Lahnbrücke B 49
- Lahnbrücke Brückenstraße L 3020 Wetzlar
- Mühlgrabenbrücke zur Colchesteranlage
- Pontonbrücke in Wetzlar (nicht ganzjährig)
- Alte Lahnbrücke (Wetzlar)
- Brücke zur Lahninsel, Barfüßerstraße
- Mühlgrabenbrücke Karl-Kellner-Ring L3053
- Lahnbrücke Karl-Kellner-Ring L3053
- Steg Mühlgraben
- Stadionbrücke (neu 2012[1])
- Mühlgrabenbrücke (neu 2012[1])
- Lahnsteg in Wetzlar
- Eisenbahnbrücke Bodenfeld

### Solms
- Lahnbrücke (An der Schleuse) Oberbiel
- Lahnbrücke L 3282

### Leun
- Lahnbrücke Leun B49
- Lahnbrücke (Brückenstraße) Leun L 3052

### Braunfels
- Eisenbahnbrücke Stockhausen
- Lahnbrücke Tiefenbach B 49

### Löhnberg
- Lahnsteg Löhnberg

### Weilburg
- Ahäuser Brücke bei Ahausen (L 3025)
- Eisenbahnbrücke in Weilburg
- Oberlahnbrücke in Weilburg (B 456)
- Steinerne Brücke in Weilburg
- Ernst-Dienstbach-Steg (Weilburg) (Heute Fußgängerbrücke, ursprünglich 1784 als Teil der barocken Wasserversorgung erbaut, damals erste Kettenbrücke des europäischen Kontinents)
- Fußgängerbrücke Odersbach – Kirschhofen

### Weinbach
- Straßenbrücke bei Gräveneck (L 3452)

### Villmar
- Straßenbrücke in Aumenau (K 469)
- Eisenbahnbrücke zwischen Aumenau und Arfurt
- Marmorbrücke in Villmar

### Runkel
- Lahnbrücke in Runkel (L 3022)
- Straßenbrücke bei Runkel (L 3063)
- Eisenbahnbrücke bei Runkel
- Straßenbrücke bei Dehrn (L 3448)

### Limburg
- Kurt-van-der-Burg-Brücke bei Dietkirchen (Fußgängerbrücke)
- ICE-Eisenbahnbrücke – Schnellfahrstrecke Köln–Rhein/Main bei Limburg
- Autobahnbrücke Limburg (A3), Neubau von 2016
- Alte Lahnbrücke in Limburg (K 470)
- Lichfieldbrücke in Limburg B 8/54 – Schiede
- Eisenbahnbrücke bei Staffel (Strecke Limburg–Altenkirchen)
- Straßenbrücke in Staffel (K 470)

## Rheinland-Pfalz

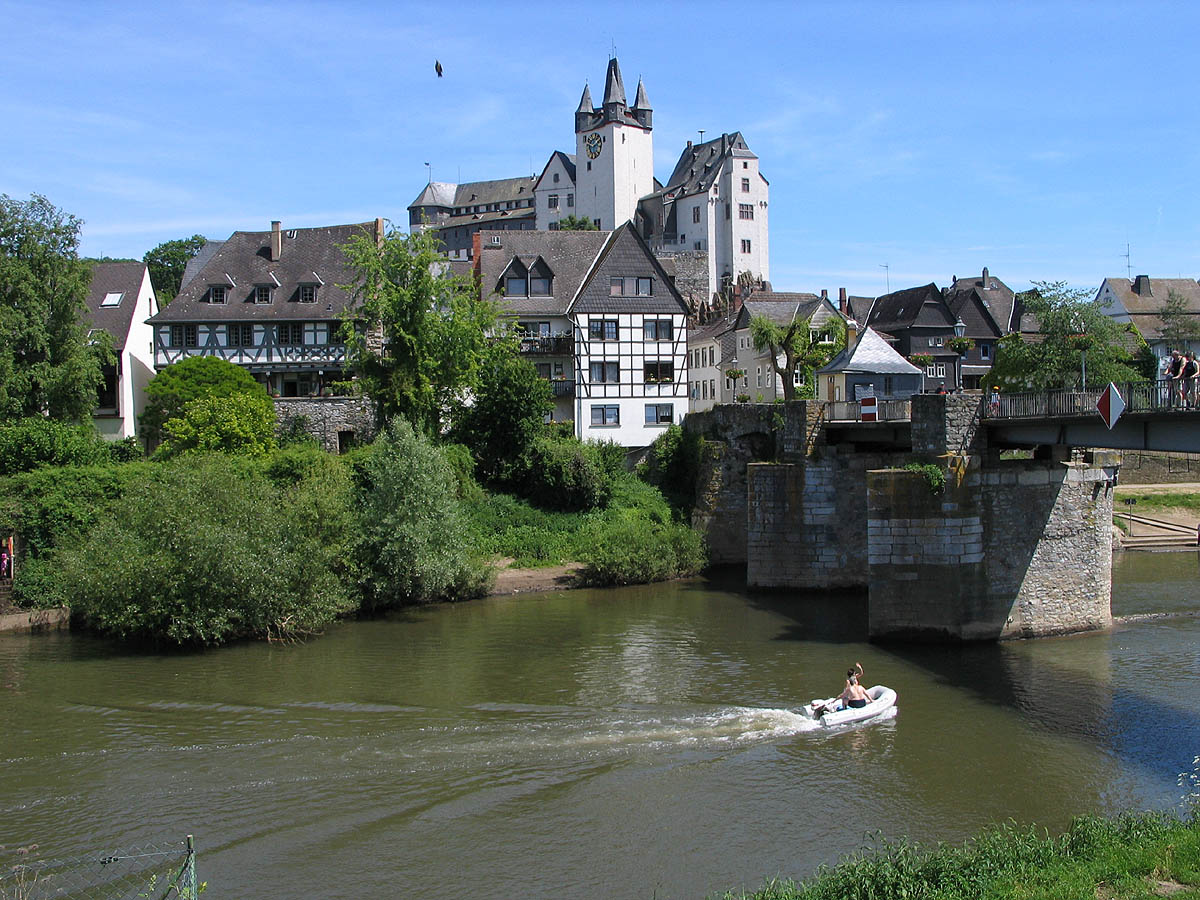
Alte Brücke in Diez

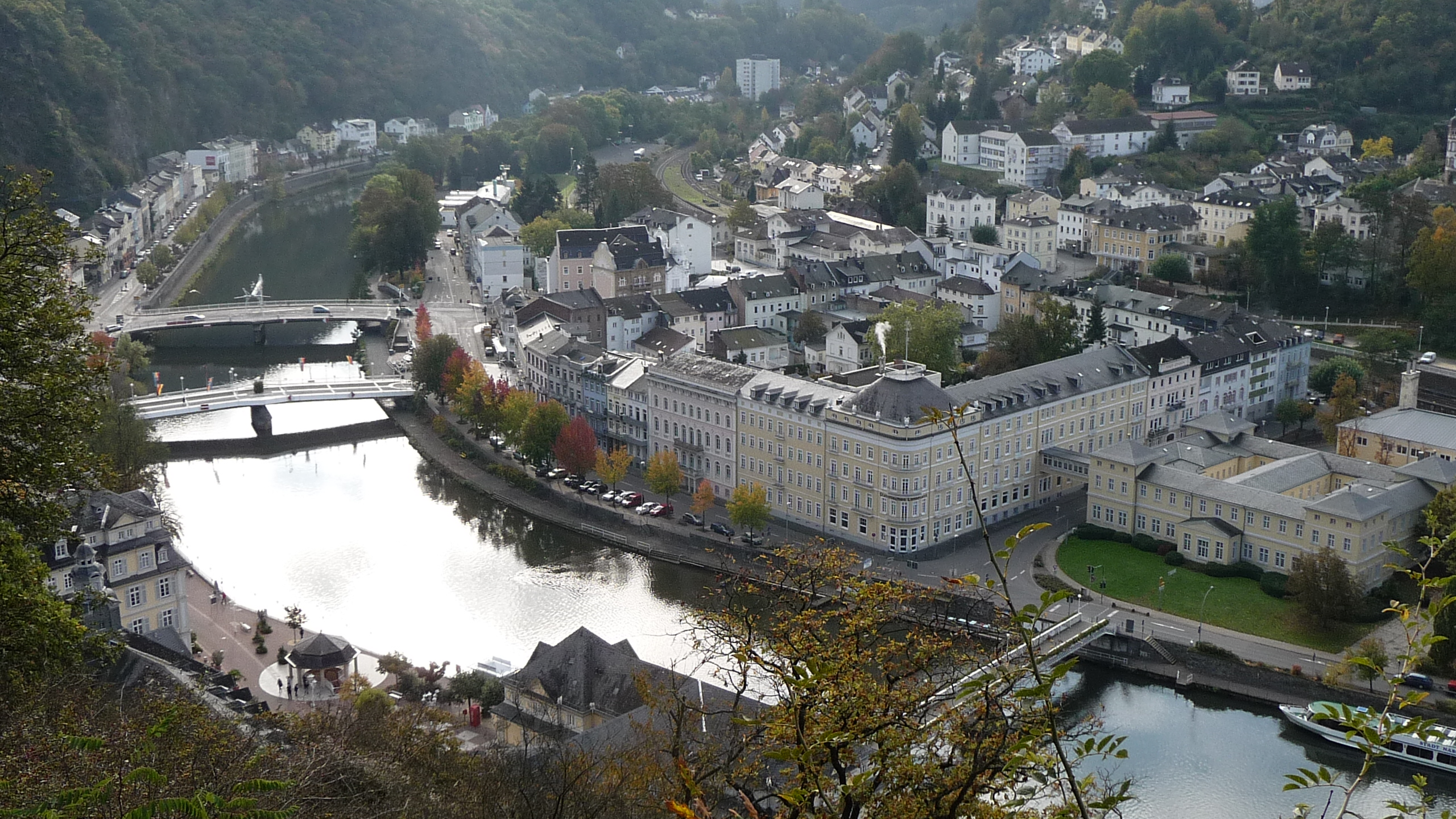
Brücken in Bad Ems

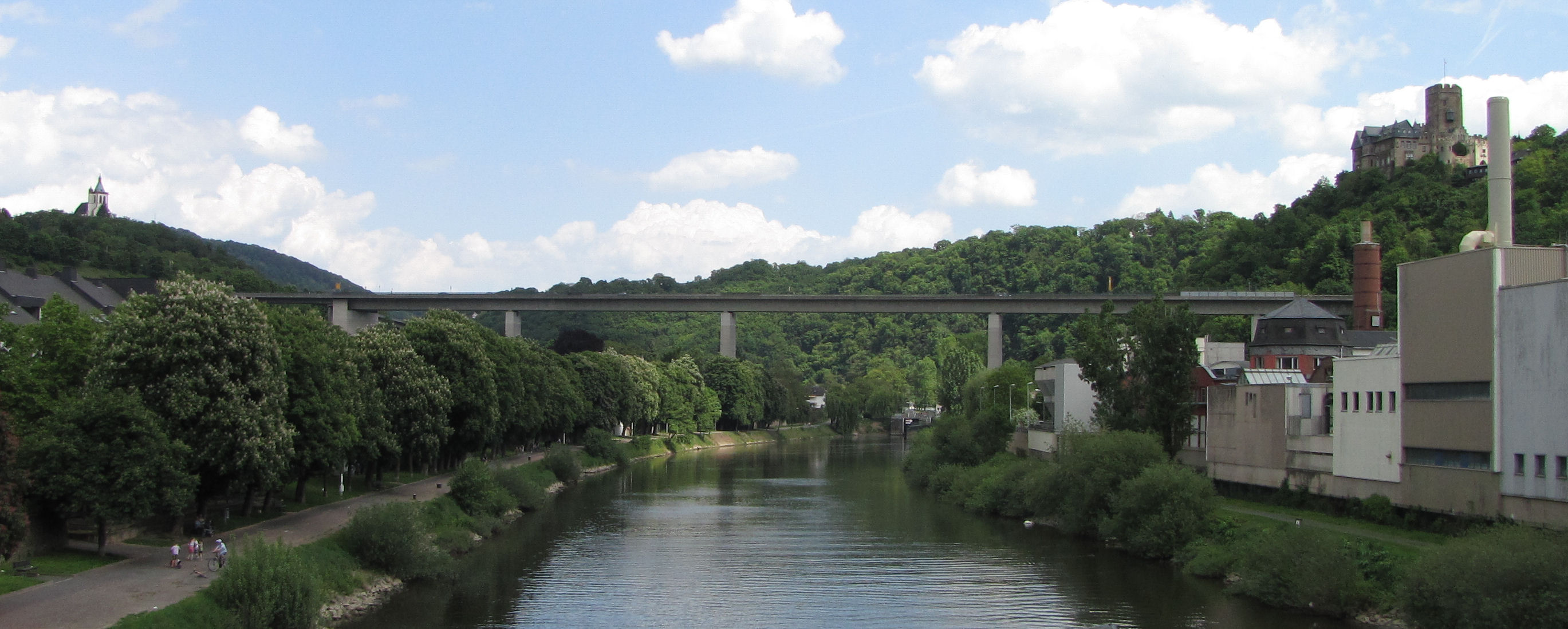
Lahntalbrücke in Lahnstein

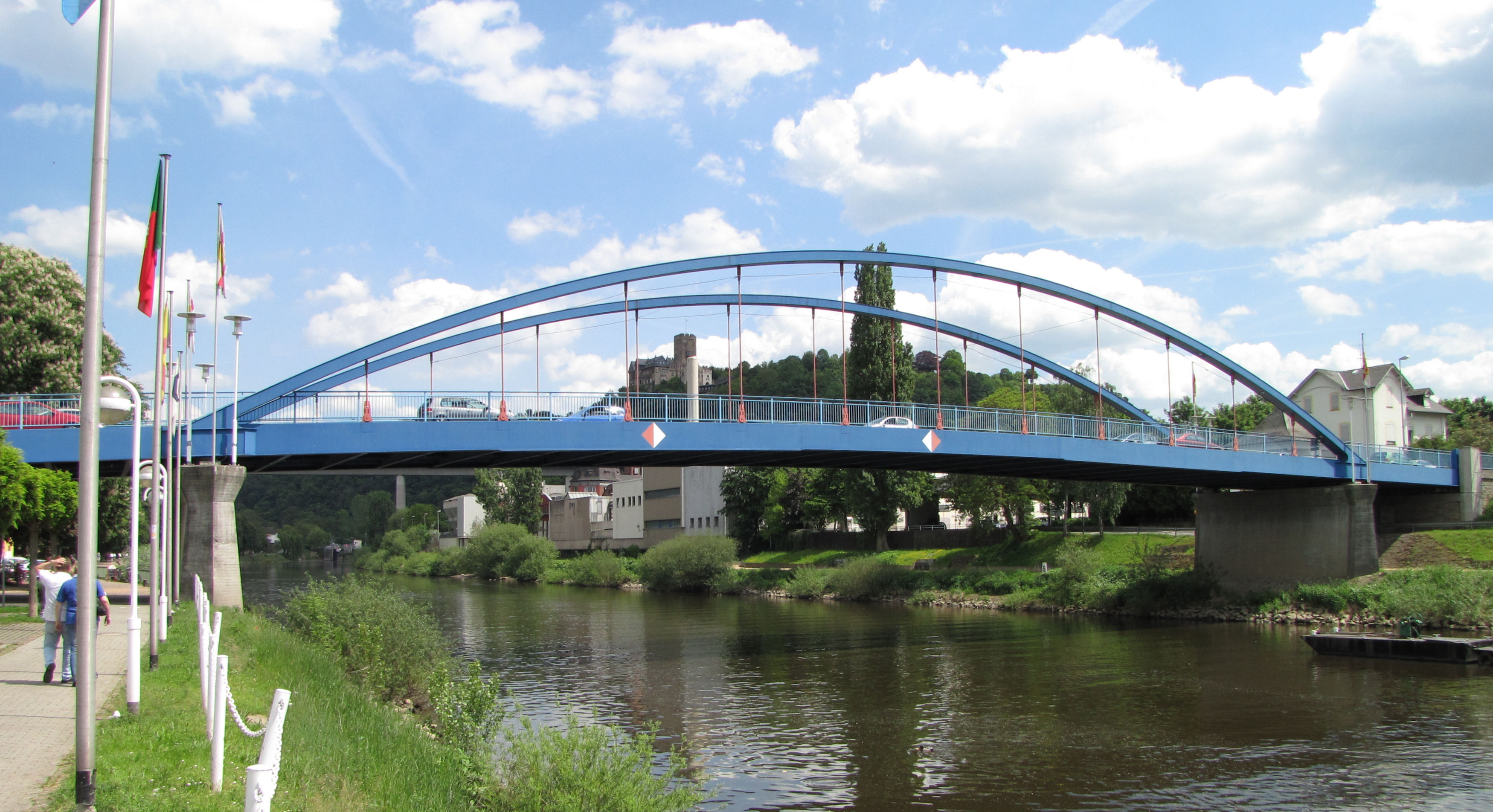
Rudi-Geil-Brücke in Lahnstein

### Verbandsgemeinde Diez
- Oraniensteiner Brücke
- Alte Brücke Diez
- Neue Lahnbrücke Diez (B 417, Emser Straße)
- Eisenbahnbrücke Fachingen (Lahn)
- Eisenbahnbrücke Balduinstein
- Lahnbrücke in Balduinstein
- Lahnbrücke Laurenburg (L 322)

### Verbandsgemeinde Bad Ems-Nassau
- Lahnbrücke Obernhof (L 324)
- Eisenbahnbrücke Obernhof
- Lahnbrücke Nassau
- Lahnbrücke Nassau (B 260)
- Lahnbrücken (Dausenau, B 260)
- Bahnhofsbrücke (Bad Ems)
- Bäderleibrücke (Bad Ems)
- Kurbrücke (Bad Ems)
- Kaiserbrücke (Bad Ems)
- Remybrücke (Bad Ems)
- Lahnbrücke (Nievern, B 260)
- Lahnbrücke (Nievern, Brückenstraße)
- Fußgängerbrücke (Miellen)

### Lahnstein
- Lahnbrücke Friedrichssegen
- C. S. Schmidt-Brücke (Fußgängerbrücke)
- Hohenrheiner Eisenbahnbrücke (Lahntalbahn)
- Lahntalbrücke Lahnstein
- Rudi-Geil-Brücke
- Eisenbahnbrücke Lahnstein (Rechte Rheinstrecke)